# Drobnołuszczak pomarszczony

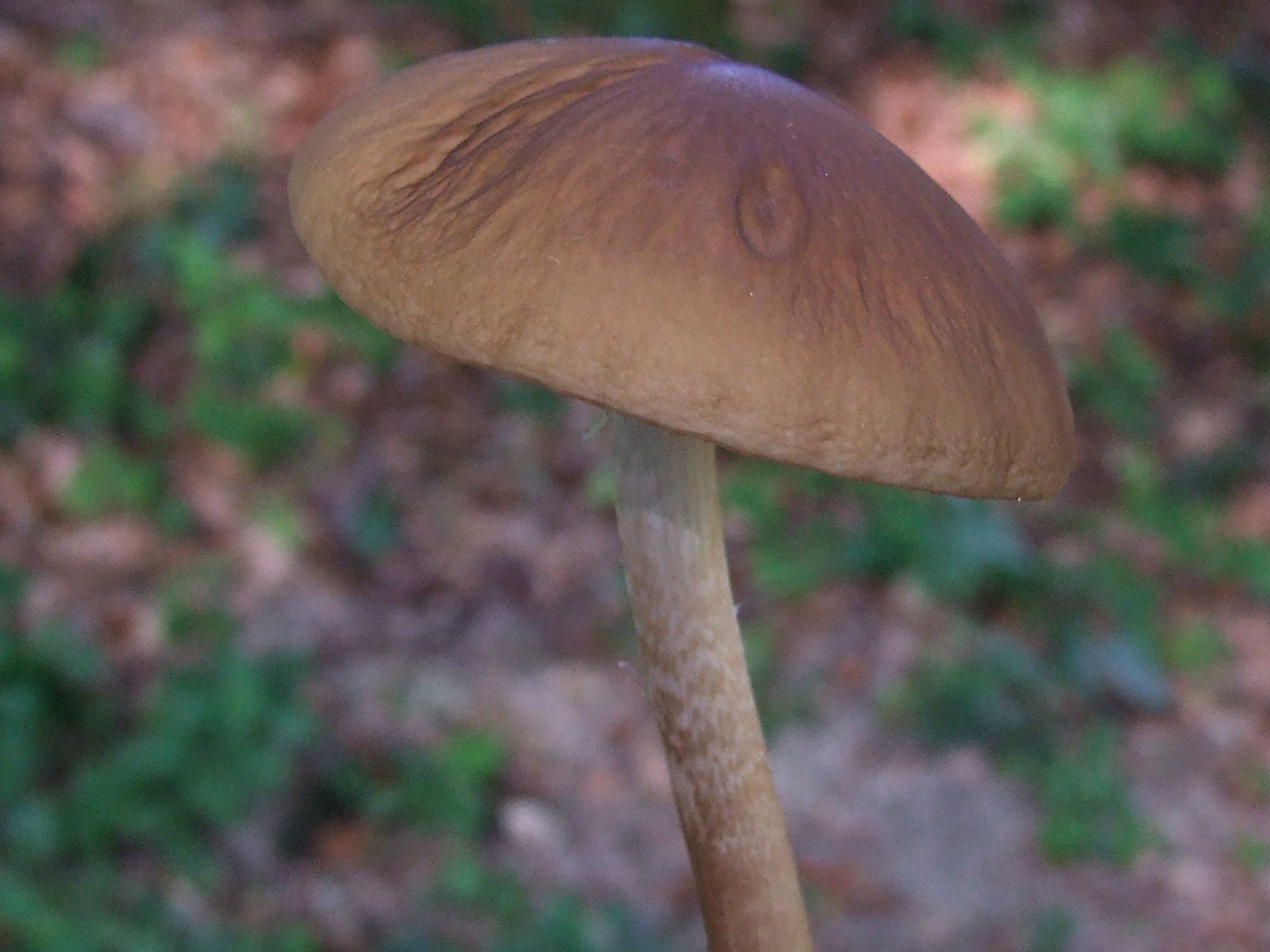

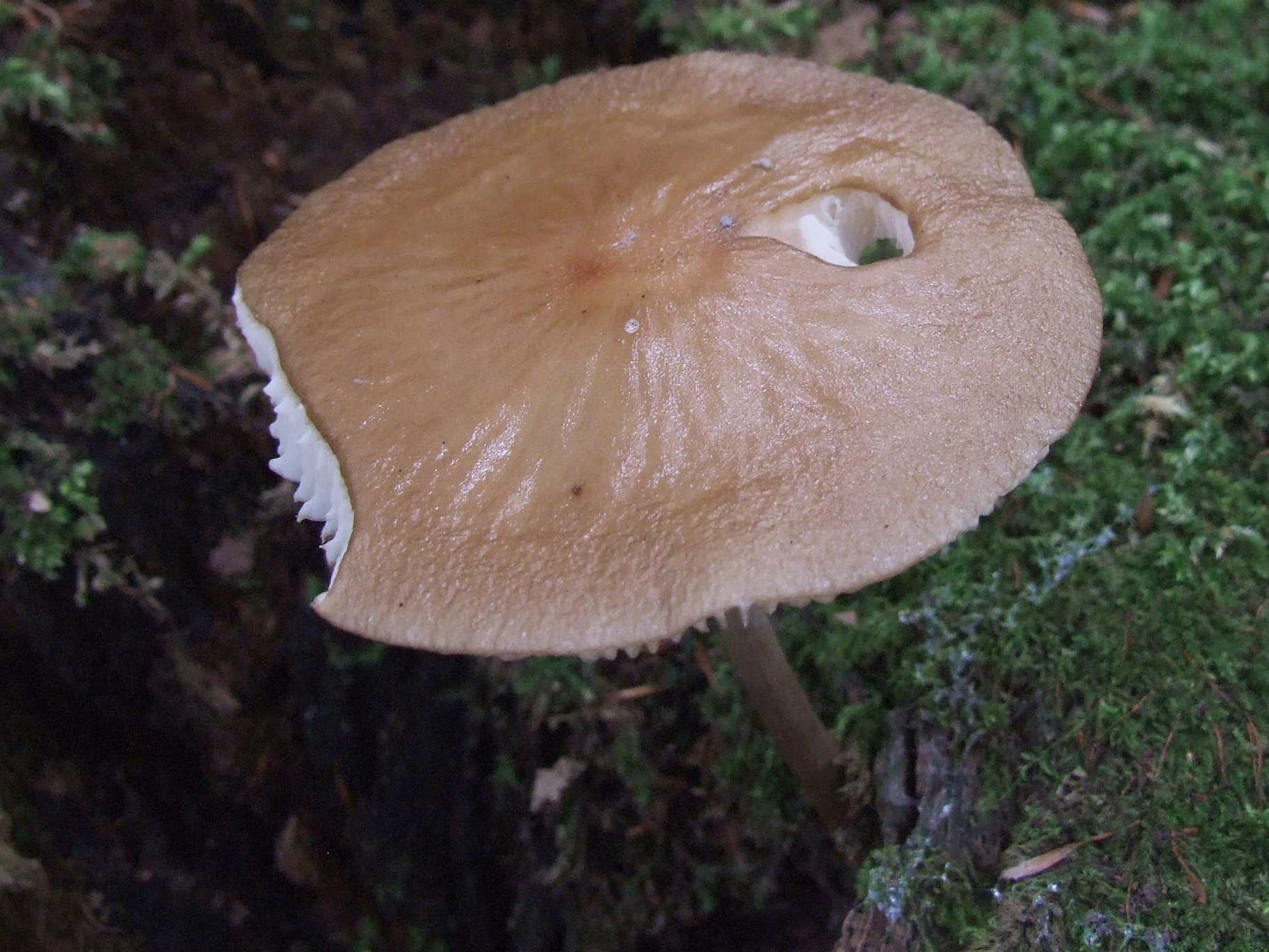

Drobnołuszczak pomarszczony (Pluteus phlebophorus (Ditmar) P. Kumm.) – gatunek grzybów należący do rodziny łuskowcowatych (Pluteaceae).

## Systematyka i nazewnictwo
Pozycja w klasyfikacji według Index Fungorum: Pluteus, Pluteaceae, Agaricales, Agaricomycetidae, Agaricomycetes, Agaricomycotina, Basidiomycota, Fungi.
Synonimy naukowe:

- Agaricus phlebophorus Ditmar (1813)
- Pluteus chrysophaeus var. phlebophorus (Ditmar) Quél. 1888
- Pluteus nanus subsp. phlebophorus (Ditmar) Konrad & Maubl. 1924
- Pluteus phlebophorus var. albofarinosus Rea 1920
- Pluteus phlebophorus (Ditmar) P. Kumm. 187) var. phlebophorus

Po raz pierwszy takson ten zdiagnozował w 1813 r. L.P.Fr. Ditmar nadając mu nazwę Agaricus phlebophorus.  Obecną, uznaną przez Index Fungorum nazwę nadał mu w 1871 r. P. Kumm., przenosząc go do rodzaju Pluteus.
Nazwę drobnołuszczak pomarszczony zaproponował Władysław Wojewoda w 2003 r. W polskim piśmiennictwie mykologicznym gatunek ten wcześniej opisywany był jako łuskowiec pomarszczony, jednak według Wojewody nazwa ta jest myląca, grzyb ten nie posiada bowiem typowych dla łuskowców łusek. 

## Morfologia
Kapelusz
Średnica 2–5,5 cm, kształt u młodych okazów półkulisty,lub nieco stożkowaty, potem rozpostarty, w końcu płaski zniewielkim garbkiem. Powierzchnia gładka, delikatnie pomarszczona, a czasami prążkowana przy brzegu. Barwa brązowa, ciemniejsza na środku. Po potarciu kapelusz staje się matowy.
Blaszki
Dość gęste, wybrzuszone, o szerokości do 0,6 cm, kosmkowate, o różowej barwie. Ostrza białawe.
Trzon
Wysokość 3,5–5 cm, grubość 0,2–0,7cm, kształt walcowaty, przy podstawie rozszerzony. Początkowo jest pełny, później rurkowaty. Powierzchnia włókienkowata, biaława, w stanie wilgotnym szarawa lub żółtawa, szczególnie u dołu.
Miąższ
Biały lub brązowawy o słabym smaku i zapachu rzodkwi.
Cechy mikroskopowe
Wysyp zarodników różowy. Zarodniki szerokoelipsoidalne lub kuliste, gładkie, o rozmiarach 6–8 × 5–7 μm. Licznie występują maczugowate, workowate lub szerokowrzecionowate cheilocystydy o rozmiarach 46–70 × 14–25 μm. Niektóre z nich posiadają w środku brązowy pigment. Nieliczne pleurocystydy są workowate, lub osadzone na trzonku. Skórka kapelusza zbudowana jest z palisadowo ułożonych strzępek o wąskomaczugowatym,  kulistawym i gruszkowatym kształcie i rozmiarach 33–60 × 20–38 μm. W środku posiadają pigment.

## Występowanie i siedlisko
Opisano występowanie tego gatunku głównie w Europie. Poza tym podano izolowane stanowiska w stanie Michigan w USA, na Hawajach i na Korsyce. W Europie Środkowej jest częsty. W Polsce jego częstość występowania i rozprzestrzenienie nie są znane.
Wyrasta bezpośrednio na ziemi, lub na martwym drewnie drzew liściastych. Związany jest z drzewami: olsza, topola osika i dąb.

## Znaczenie
Saprotrof. Wartość spożywcza nie jest znana, z tego też względu należy go uważać za grzyb niejadalny.

## Gatunki podobne
Rozróżnienie tego gatunku od innych, podobnych drobnołuszczakow jest trudne, nawet przy pomocy analizy mikroskopowej. Za najbardziej charakterystyczną cechę uważa się gęste i drobne pomarszczenie powierzchni kapelusza, przez co wygląda on, jak gdyby był wilgotny Jest jednak kilka gatunków drobnołuszczaków też mających pomarszczony kapelusz, m.in.: drobnołuszczak żółtooliwkowy (Pluteus chrysophaeus), drobnołuszczak brązowoostrzowy (Pluteus luctuosus), drobnołuszczak szarostopowy (Pluteus thomsonii), drobnołuszczak żółtonogi (Pluteus romellii).  Identyczny kolor kapelusza ma drobnołuszczak jeleni (Pluteus cervinus), jednak ma niepomarszczony kapelusz i wyraźnie włóknisty trzon.